# 閉埋め込み
閉埋め込み（closed immersion）は、代数幾何学におけるスキームの射の一種である。閉埋め込み {\displaystyle f:Z\to X} は、 Z をXの閉部分集合として特定し、局所的にはZ上の正則関数をXに拡張する。   また、その拡張条件は {\displaystyle f^{\#}:{\mathcal {O}}_{X}\rightarrow f_{\ast }{\mathcal {O}}_{Z}}が全射であるとする定式化がなされている 。
閉埋め込みの例として、包含写像がある。{\displaystyle \operatorname {Spec} (R/I)\to \operatorname {Spec} (R)} は標準写像 {\displaystyle R\to R/I} によって誘導できる。